# Norbanus nigrocyaneus
Norbanus nigrocyaneus är en stekelart som först beskrevs av William Harris Ashmead 1894.  Norbanus nigrocyaneus ingår i släktet Norbanus och familjen puppglanssteklar. Inga underarter finns listade i Catalogue of Life.